# Operation Enduring Freedom
Die Operation Enduring Freedom (OEF, englisch für „Operation andauernde Freiheit“) war die erste und bisher einzige militärische Großoperation im Rahmen des 2001 von den Vereinigten Staaten ausgerufenen Krieges gegen den Terrorismus. Die Operation wurde in vier Regionen durchgeführt: in Afghanistan, am Horn von Afrika, auf den Philippinen und in Afrika innerhalb und südlich der Sahara. Deutschland beteiligte sich militärisch mit Einheiten der Marine an dem Einsatz im Indischen Ozean. Mit Beendigung der Großoperation am 28. Dezember 2014 wurde auch die Teiloperation in Afghanistan beendet. Dort stationierte Einheiten der Bundeswehr waren nur noch Teil der separaten ISAF-Truppen. Militärischer Hauptakteur der Operation Enduring Freedom waren die Streitkräfte der Vereinigten Staaten, jedoch nahmen viele Streitkräfte von Verbündeten der USA an ihr teil.
Die Operation sollte ursprünglich „Operation Infinite Justice“ (engl. Operation unendliche Gerechtigkeit) heißen. Nachdem muslimische Gruppen dagegen protestierten, weil aus islamischer Sicht Gerechtigkeit allein bei Allah anzusiedeln sei, wurde der Titel geändert.
Zum 28. Dezember 2014 endete die Operation Enduring Freedom. In Afghanistan wurde die ISAF zudem abgeschlossen und durch die unterstützende Resolute Support Mission (RSM) ersetzt, die die US-Streitkräfte als Operation Freedom’s Sentinel bezeichnen. Die vorherige Teiloperation mit Namen Operation Enduring Freedom – Horn of Africa (OEF-HOA) wurde bei den US-Streitkräften ersetzt durch die Combined Joint Task Force-Horn of Africa (CJTF-HOA).

## Legitimation
Als Reaktion auf die Terroranschläge vom 11. September erklärten die USA den sogenannten Krieg gegen den internationalen Terrorismus. Eine der Maßnahmen im Rahmen dieses Krieges war die Operation Enduring Freedom. Sie begann am 7. Oktober 2001 und endete am 28. Dezember 2014. Die Operation hatte das Ziel, Führungs- und Ausbildungseinrichtungen von Terroristen auszuschalten, Terroristen zu bekämpfen, gefangen zu nehmen und vor Gericht zu stellen. Außerdem sollen Dritte dauerhaft von der Unterstützung terroristischer Aktivitäten abgehalten werden.
An der Operation waren zwischenzeitlich etwa 70 Nationen beteiligt. Sie wurde vom amerikanischen Regionalkommando USCENTCOM mit Hauptquartier in Tampa/Florida geführt.
Als Rechtsgrundlage wurde die Resolution 1368 des Sicherheitsrats der Vereinten Nationen vom 12. September 2001 in Anspruch genommen. Diese Resolution verurteilte die Ereignisse vom 11. September 2001 als grauenhafte Terroranschläge und als Bedrohung für den internationalen Frieden und die internationale Sicherheit. Die Resolution bekräftigt das Recht zur individuellen und kollektiven Selbstverteidigung und bestätigt die Notwendigkeit, alle erforderlichen Schritte gegen zukünftige Bedrohungen zu unternehmen.
Der NATO-Rat beschloss daraufhin, die Anschläge vom 11. September 2001 als Angriff auf die Vereinigten Staaten unter Artikel 5 des Washingtoner Vertrags zu werten. Dort ist festgesetzt, dass ein bewaffneter Angriff gegen eine oder mehrere von ihnen (gemeint sind die Vertragsparteien) in Europa oder Nordamerika als ein Angriff gegen sie alle angesehen werden wird.
Am 7. Oktober 2001 begannen amerikanische und britische Streitkräfte mit der Operation Enduring Freedom (OEF) in Afghanistan.

## Deutscher Beitrag
Von Anfang an beteiligte sich Deutschland an der Operation Enduring Freedom. Das erste OEF-Mandat des Bundestages vom 16. November 2001 sah fünf deutsche Einzelbeiträge mit bis zu 3900 Soldaten vor:
- ABC-Abwehrkräfte, ca. 800 Soldaten,
- Sanitätskräfte, ca. 250 Soldaten,
- Spezialkräfte, ca. 100 Soldaten,
- Lufttransportkräfte, ca. 500 Soldaten,
- Seestreitkräfte einschließlich Seeluftstreitkräfte, ca. 1800 Soldaten,
- erforderliche Unterstützungskräfte, ca. 450 Soldaten.

Als Einsatzgebiet war das Gebiet gemäß Art. 6 des Nordatlantikvertrags, die arabische Halbinsel, Mittel- und Zentralasien, Nordostafrika und die angrenzenden Seegebiete angegeben.
Das Mandat der Bundeswehr für OEF wurde jährlich durch den Bundestag überprüft. Dabei wurde das Kontingent nach und nach verkleinert, so am 13. November 2008 bezüglich der Anzahl der Soldaten von 1.400 auf 800 und bezüglich des Einsatzgebiets auf das Horn von Afrika. Mittel- und Zentralasien, die Arabische Halbinsel und Nordostafrika gehören nicht mehr zu den Einsatzgebieten. Auch der Einsatz von 100 Soldaten des Kommandos Spezialkräfte (KSK) in Afghanistan wurde nicht mehr mandatiert. Der Verkleinerung des OEF-Einsatzes steht eine Mandatserhöhung bei den ISAF-Truppen in Afghanistan gegenüber, deren deutsches Kontingent vergrößert wurde.
Der deutsche Beitrag wurde am 29. Juni 2010 beendet. Am 10. November 2010 wurde bekannt, dass das Mandat für die Beteiligung an der Anti-Terror-Operation Enduring Freedom offiziell auslaufen soll.

## Marineeinsatz am Horn von Afrika

### Das Operationsgebiet
Als Horn von Afrika bezeichnet man die zu Somalia gehörende Ostspitze Afrikas, nicht zu verwechseln mit dem Kap Hoorn an der Südspitze Südamerikas.

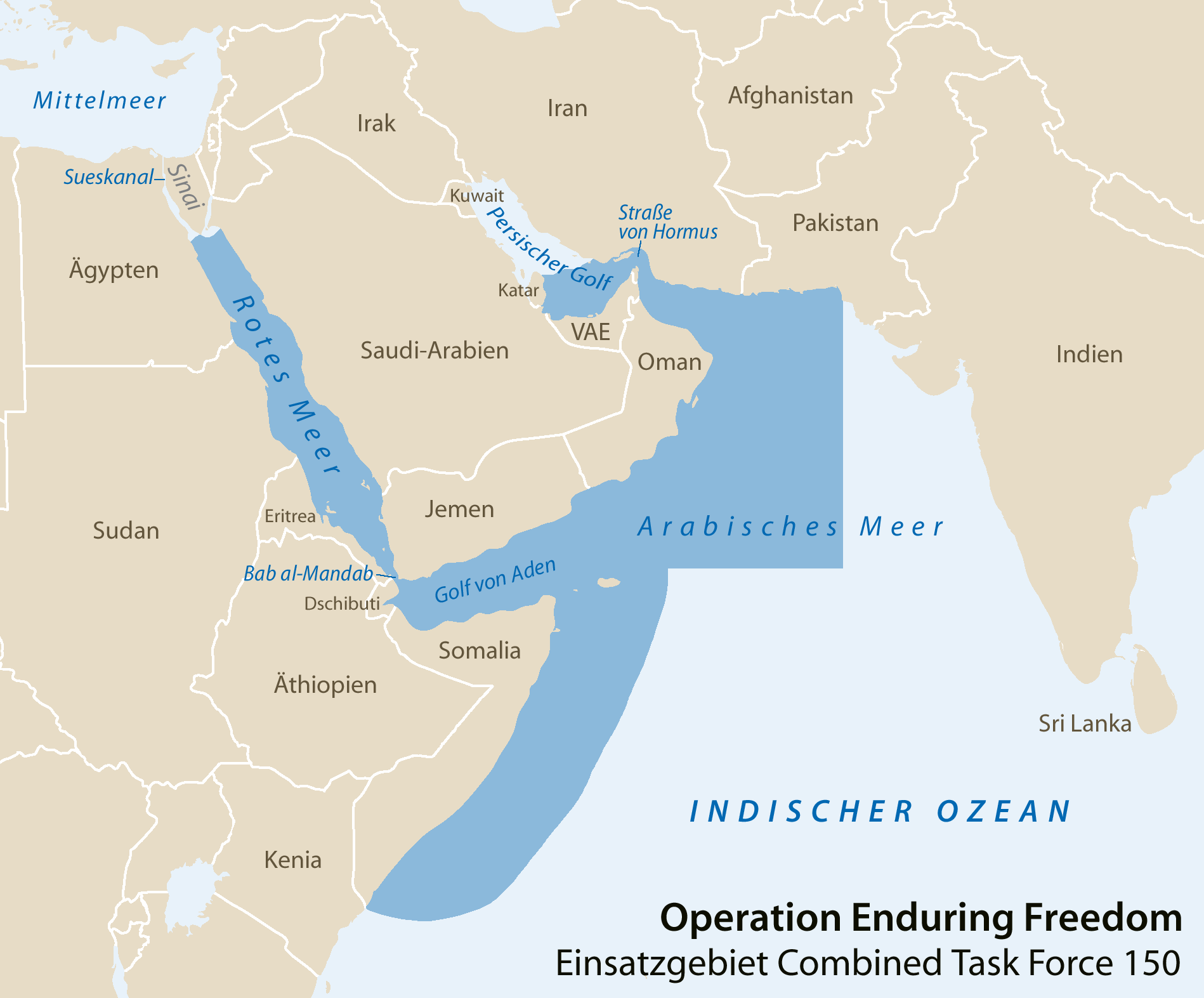
Operationsgebiet der Combined Task Force 150

 Das Operationsgebiet der OEF-Teiloperation Gebiet „Horn of Africa“ (HOA) erstreckte sich von der Südspitze der Halbinsel Sinai im Roten Meer entlang der afrikanischen Ostküste bis zur somalisch-kenianischen Grenze und im Osten entlang der arabischen Halbinsel bis zur Straße von Hormus im Golf von Oman und weiter nach Osten entlang der pakistanischen Küste bis etwa Karatschi. Von den Küsten aus erstreckte sich das Operationsgebiet mehrere hundert Meilen in die offene See und ist mit der reinen Wasserfläche etwa dreimal so groß wie das Mittelmeer oder achtmal so groß wie die Bundesrepublik Deutschland.
Durch das Operationsgebiet zum Sueskanal verlaufen einige der wichtigsten Seehandelsrouten der Welt. Dazu gehören die Ölroute vom Persischen Golf Richtung Mittelmeer und Europa und der Schifffahrtsweg aus dem asiatisch-pazifischen Raum nach Europa, an dessen östlichem Ende so wichtige Handelspartner Europas wie Indien, die Volksrepublik China, Japan und Australien liegen.

### Risiken und Bedrohungen
An das Operationsgebiet grenzt eine Anzahl von Ländern an, die nicht stabil waren und von denen unterschiedliche Gefahren ausgingen.
Im Süden des Gebiets lag der zerfallene Staat Somalia, dessen Staatsgewalt zusammengebrochen war. Teilgebiete hatten sich unter den Namen Somaliland und Puntland für unabhängig erklärt. Im Hauptteil Somalias schien sich eine islamistische Bewegung mit dem Namen Union islamischer Gerichte durchzusetzen, bis sie Anfang 2007 mit äthiopischer Hilfe aus den wichtigsten Städten vertrieben wurde. Es wurde angenommen, dass islamistische Terrorgruppen Teile Somalias auch danach als Rückzugsgebiet nutzten und dort Basen aufzubauen. Einige Häfen an der somalischen Küste wurden von Piraten vor der Küste Somalias als Basis genutzt, die angrenzenden Seegebiete zudem als pirateriegefährdet betrachtet.
Auf der Nordseite des Golfs von Aden liegt der Jemen. Insbesondere die östlichen Teile des Landes waren selbst vor dem Krieg in Jemen ab 2004 nicht unter fester Regierungskontrolle und gelten als Rückzugsgebiete für Terroristen und Kämpfer staatsunabhängiger Gruppen. Vor der östlichen Küste Jemens wurde am 6. Oktober 2002 der französische Tanker Limbourg von Terroristen angegriffen und schwer beschädigt. Ein weiterer bekannter Terroranschlag im Jemen war der Angriff auf den US-Zerstörer Cole am 12. Oktober 2000.
Im Roten Meer müssen die Staaten Eritrea und Sudan als instabil gelten. Im Frühsommer 2005 beschwerte sich der Sudan bei den Vereinten Nationen über eritreische Unterstützung für Rebellen im Grenzgebiet.

### Kräfte und Aufgaben

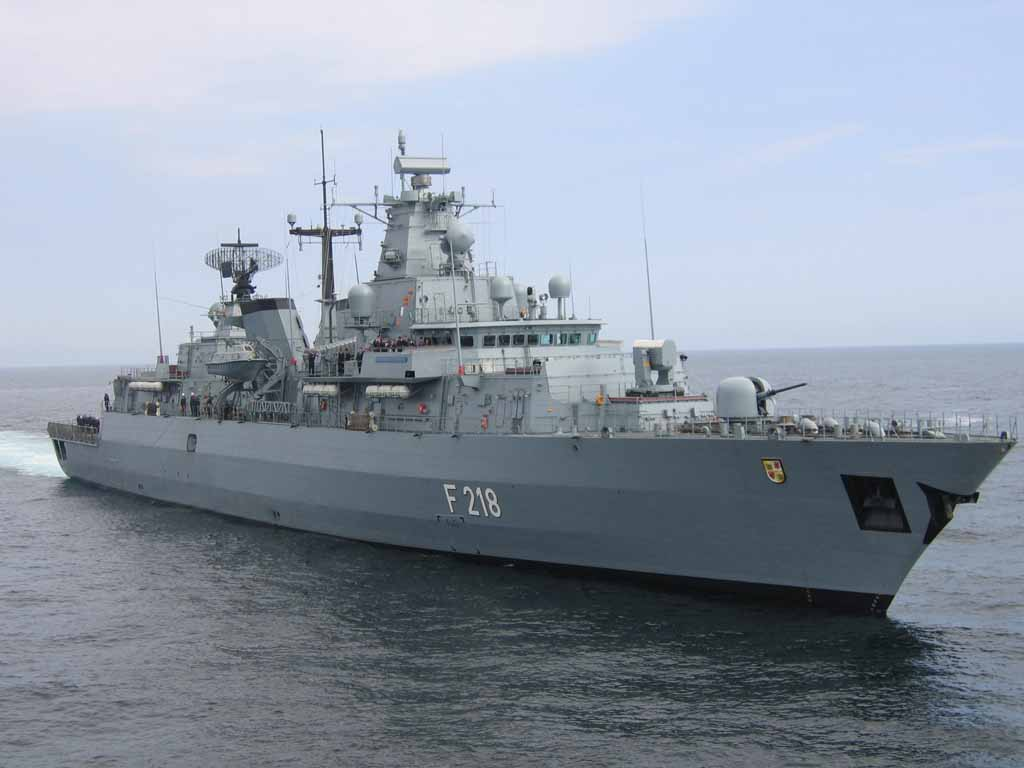
Fregatte „Mecklenburg-Vorpommern“, zeitweise Flaggschiff des CTF 150

Die Teiloperation am Horn von Afrika wurde von internationalen Seestreitkräften, zumeist aus NATO-Staaten, durchgeführt, die in einem als Task Force 150 (TF 150) (dt. Einsatzverband 150) bezeichneten Verband zusammengefasst wurden. Der Kommandeur des Verbandes, Commander Task Force 150 (CTF 150), wurde abwechselnd von den teilnehmenden Nationen gestellt, darunter mehrfach von der deutschen Marine. Er unterstand dem Hauptquartier der Seestreitkräfte des US Central Command (USNAVCENT) in Manama, Bahrain.
Zerstörer, Fregatten und Versorgungsschiffe bildeten den Kern des Verbandes, dessen Zusammensetzung ständig wechselt. Aufklärungsflugzeuge und -schiffe konnten ebenso an der Operation teilnehmen wie Schnellboote oder U-Boote. Der Verband überwachte das große Seegebiet und klärt insbesondere die Tätigkeit irregulärer Kräfte in der Region auf. Schiffe, die als besonders gefährdet gelten, konnten von Kräften der TF 150 geschützt werden, zum Beispiel, wenn sie die Meerenge des Bab al-Mandab am Südeingang des Roten Meeres passieren. Ein erhoffter Nebeneffekt der Präsenz dieser Kräfte in der Region ist der Rückgang der Piraterie, die jedoch weiter zugenommen hat.

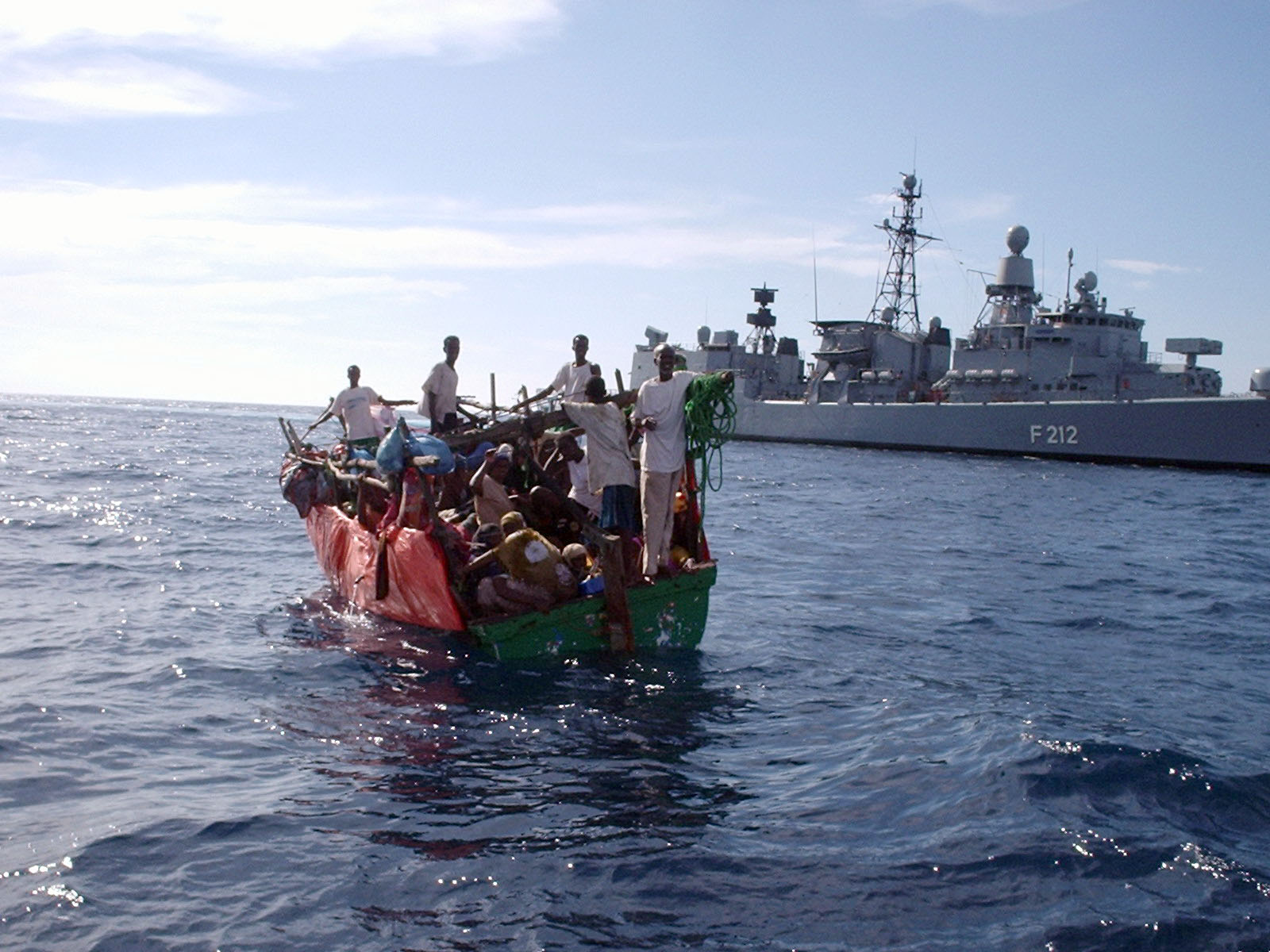
Fregatte „Karlsruhe“ rettet Schiffbrüchige vor der Küste Somalias während eines Einsatzes in der Operation Enduring Freedom, April 2005

Der deutsche Beitrag zur OEF-Teiloperation am Horn von Afrika bestand im Wesentlichen aus einem Marinekontingent, das von Dschibuti aus operierte. Ursprünglich waren dort Schnellboote, Fregatten, Seeaufklärer und Hilfsschiffe eingesetzt. Später wurde das Kontingent auf eine permanent teilnehmende Fregatte und zeitweise eingesetzte weitere Kräfte wie z. B. Seefernaufklärer reduziert. In Dschibuti gibt es außerdem eine Deutsche Verbindungs- und Unterstützungsgruppe, die nach dem Ende der deutschen Beteiligung an der Operation Enduring Freedom als logistische Unterstützungseinheit für die Operation Atalanta weiterbesteht. Teilnehmenden Soldaten wurde die Einsatzmedaille der Bundeswehr für die Teilnahme an der Operation Enduring Freedom verliehen.

## ABC-Abwehrkräfte in Kuwait
Von 2001 bis 2003 waren im Rahmen der Combined Joint Task Force Consequence Management (CJTF CM) zeitweise bis zu 259 Soldaten, überwiegend aus der ABC-Abwehrtruppe aus Bruchsal und Höxter, als ABC-Abwehrbataillon Kuwait im amerikanischen Camp Doha in Kuwait stationiert. Auftrag der Soldaten war der Schutz von Staaten in der Region und der dort stationierten Truppen und Einrichtungen der Koalitionskräfte gegen irakische Angriffe mit atomaren, biologischen oder chemischen Waffen.
Die ABC-Abwehrsoldaten gelten international wegen ihrer Ausbildung und ihrer technischen Ausstattung als Experten. Sie waren u. a. mit Spürpanzern vom Typ Fuchs ausgestattet, rollenden Labors, die unter anderem Radioaktivität und chemische Stoffe in der Luft, am Boden und im Wasser erkennen können. Sie waren zuvor auf dem Seeweg nach Kuwait gebracht worden.
Während des Irakkrieges 2003 beschoss der Irak schon kurz nach Kriegsausbruch Ziele in Kuwait mit Raketen, darunter auch die Hauptstadt Kuwait und das Camp Doha, das damals das Hauptquartier der US-geführten Koalitionsstreitkräfte in Kuwait war. Die deutschen Soldaten blieben alle unverletzt. Einmal wurden die deutschen Soldaten zur Aufklärung (Spüren) nach Raketenangriffen der Iraker eingesetzt.
Am 6. Mai 2003, nach dem Ende der Hauptkampfhandlungen, wurden das letzte von drei Kontingenten nach Deutschland zurück verlegt. Die letzten 59 Mann kehrten im Juni 2003 zurück und beendeten den Kuwait-Einsatz der deutschen ABC-Abwehrkräfte nach anderthalb Jahren.